# Publius Petronius Polianus
Publius Petronius Polianus war ein im 3. Jahrhundert n. Chr. lebender römischer Politiker.
Durch eine Inschrift, die in Apulum gefunden wurde und die auf 238/244 datiert ist, ist belegt, dass Polianus Legatus legionis der Legio XIII Gemina Gordiana war. Die Inschrift ließ er dem Genius von Kaiser Gordian III. (238–244) am Ende seiner Amtszeit als Legat errichten, um dem Kaiser für seine Beförderung zum Statthalter (Legatus Augusti pro praetore) der Provinz Belgica zu danken.
Durch eine Inschrift in griechischer Sprache ist belegt, dass Polianus danach zu einem unbekannten Zeitpunkt Statthalter in der Provinz Cappadocia war. Vor dieser Statthalterschaft hatte er ein Suffektkonsulat erhalten, vermutlich während der Regierungszeit von Philippus Arabs (244–249). Da die Position des Statthalters in Cappadocia gewöhnlich am Anfang der konsularen Laufbahn stand, übte er dieses Amt wahrscheinlich von 246/247 bis 248/249 aus.